# Lewe
Lewe är en kommun i Myanmar. Den ligger i den centrala delen av landet, 18 km sydväst om huvudstaden Naypyidaw.